# Apatania carpathica
Apatania carpathica är en nattsländeart som beskrevs av Schmid 1954. Apatania carpathica ingår i släktet Apatania och familjen Apataniidae. Inga underarter finns listade i Catalogue of Life.